# Посёлок 3-го отделения племсовхоза «Победа Октября»
3-го отделе́ния племсовхо́за «Побе́да Октября́» — посёлок в Панинском районе Воронежской области. Входит в состав Криушанского сельского поселения.

## Население
| 2000 | 2005 | 2010 |
| ---- | ---- | ---- |
| 54   | ↘41  | ↘20  |

## История
До 2015 года посёлок входил в состав упразднённого Мартыновского сельского поселения.

## Улицы
В посёлке имеется одна улица — Комсомольская.